# Subcentreuroop district
Het subcentreuroop district is een floradistrict dat een aantal pleistocene gebieden in Nederland omvat.
Het subcentreuroop district omvat het oosten van Twente en de Achterhoek, Montferland, het Rijk van Nijmegen, het deel van Limburg ten oosten van de Maas en een klein deel ten westen van de Maas.
Het subcentreuroop kenmerkt zich door een rijkere bosflora dan in de overige Nederlandse pleistocene districten.